# Німецька окупація Латвії під час Другої світової війни

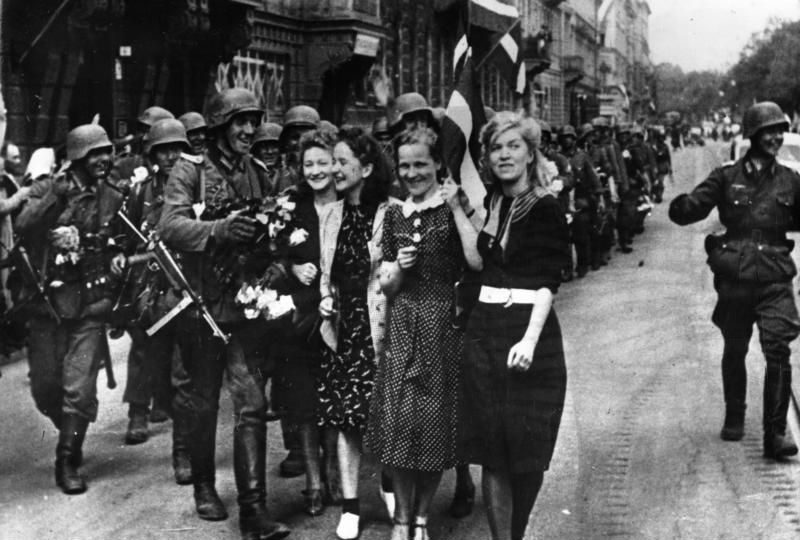
Німецькі вояки вступають у Ригу, липень 1941

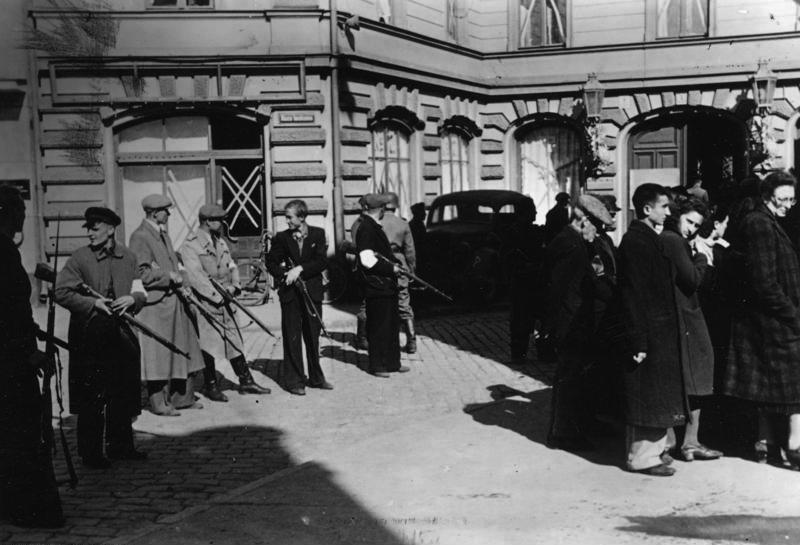
Місцеві колаборанти оточили євреїв, Лієпая, липень 1941

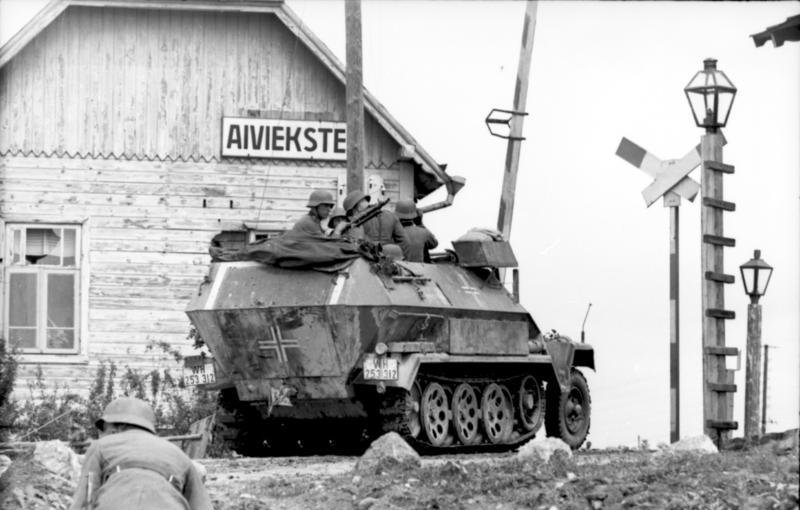
Німецька армія на залізничній станції Айвіексте

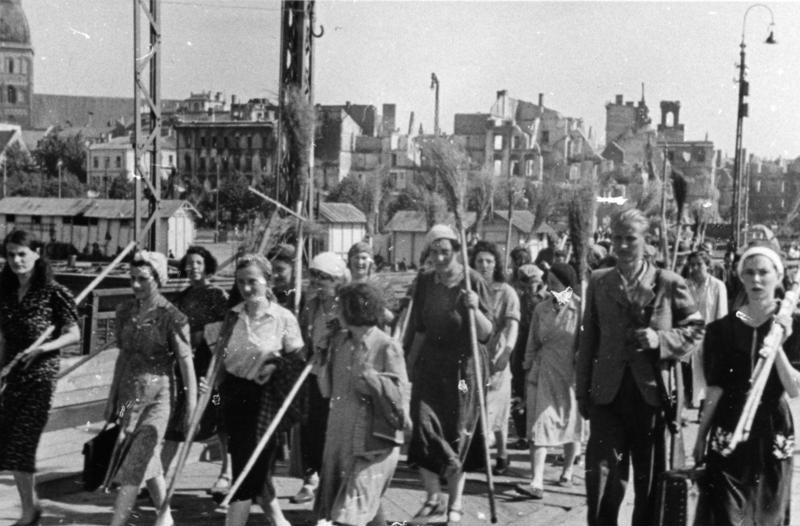
Прибиральна команда у зруйнованій Ризі, липень 1941

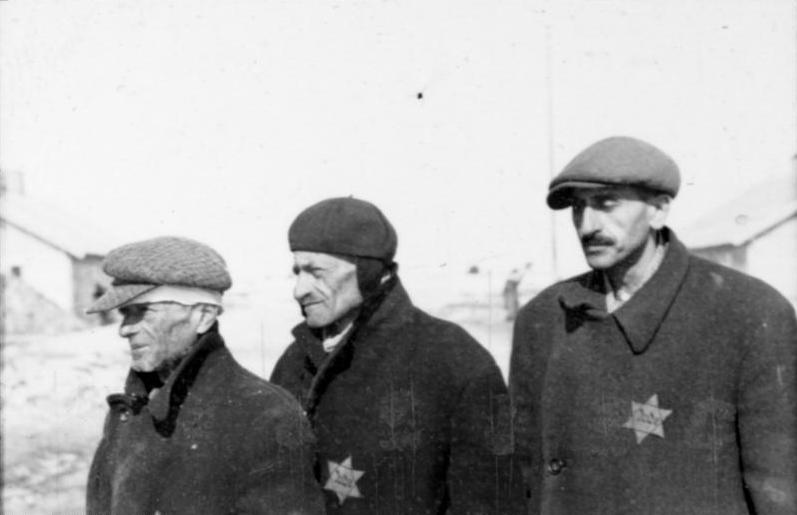
Єврейські в'язні концтабору Саласпілс

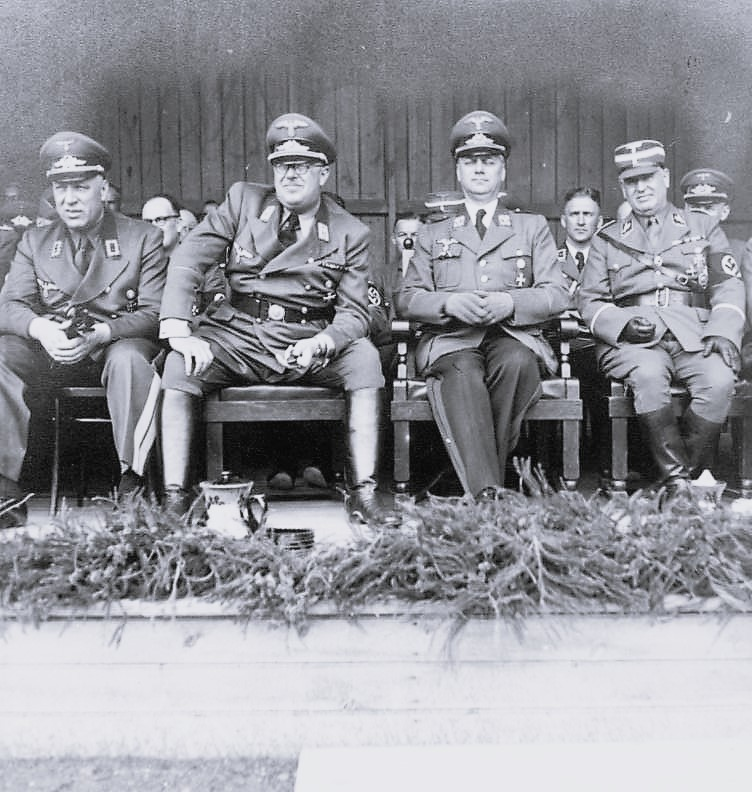
Райхсміністр Сходу Альфред Розенберг в окупованій Латвії, 1942

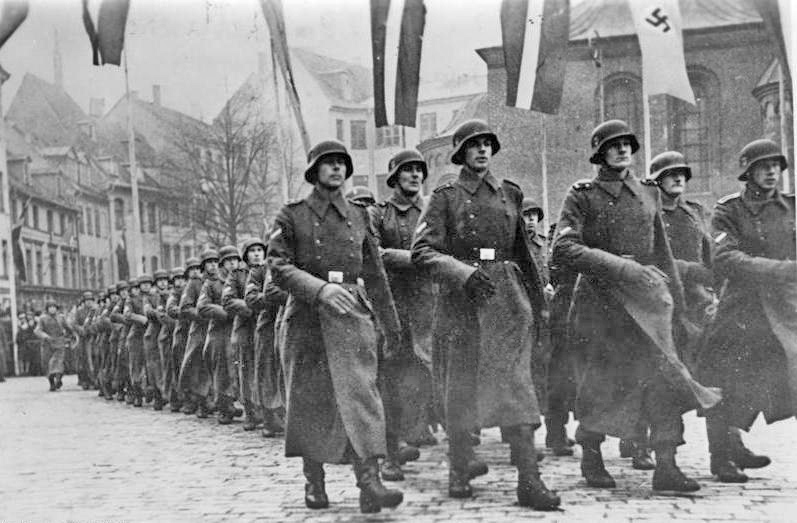
Латвійський легіон на параді, листопад 1943

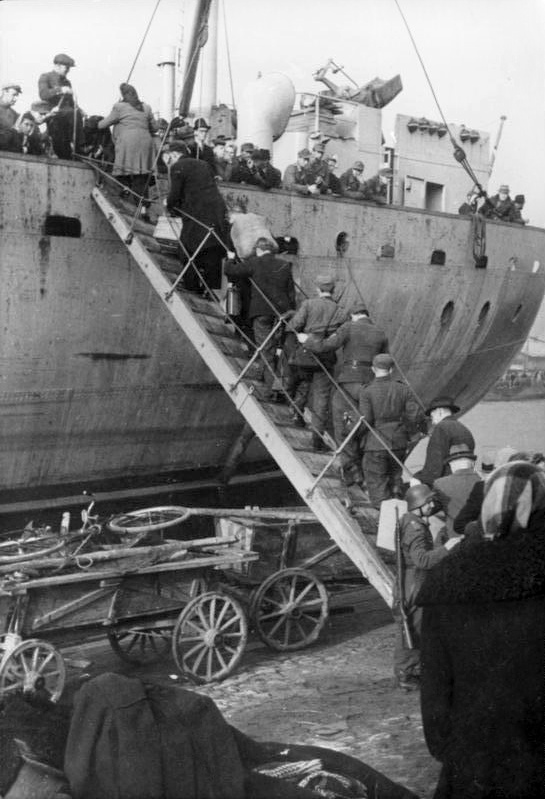
Біженці тікають із Вентспілса, жовтень 1944

Німецька окупація Латвії — військова окупація Латвійської Республіки збройними силами Німеччини, які повністю оволоділи її територією до 10 липня 1941. Потім до 25 липня 1941 року Латвія перебувала під військовою адміністрацією групи армій «Північ», після чого перейшла під цивільне управління у складі райхскомісаріату Остланд. Будь-яких противників німецької окупації, як і тих, хто співпрацював із Радянським Союзом, а також расово неприйнятних жителів знищували або відправляли у концентраційні табори, як це і передбачав Генеральний план «Ост».:56

## Переслідування
Одразу після встановлення німецької влади на початку липня 1941 р. Розпочалася ліквідація єврейського та ромського населення, великі масові вбивства відбулися в Румбулі та інших місцях. Вбивства вчинили Айнзацгрупа А та Вермахт. Латвійські колаборанти, в тому числі 500–1 500 членів Arājs Kommando (які лише вбили близько 26 000 євреїв) та інші латвійські члени СД, також були залучені.
Восени 1941 р. Було розстріляно 30 000 євреїв: 127, більшість решти єврейського народу були зібрані та введені в гетто. У листопаді та грудні 1941 р. В Ризькому гетто стало людно, і, щоб звільнити місце для неминучого прибуття німецьких євреїв, яких вивозили за межі країни, усіх решту 30 000 євреїв у Ризі вивезли з гетто в сусідній ліс Румбула і розстріляли.
Німецькі, австрійські та нинішні євреї Чехії, які нині перебувають у Ризькому гетто, були піддані роботі та розміщені на дуже зменшених пайках. Концтабір Кайзервальд був побудований в 1943 році в Межапаркс на краю Риги, який забрав більшість в'язнів з гетто. У таборі в'язнів почали працювати великі німецькі компанії. До повернення радянських військ усіх євреїв віком до 18 років або старше 30 було розстріляно, а решта перевезена до концтабору Штуттоф.
У роки нацистської окупації в Латвії в результаті спеціальних кампаній загинуло 90 000 людей, приблизно 70 000 з яких були євреями та 2 000 циган. Тими, хто не був євреями чи циганами, були переважно цивільні особи, політичні думки та діяльність яких були неприйнятними для німецьких окупантів. . Цивільні громадяни-євреї та цигани були ліквідовані в результаті нацистської «теорії рас», як викладено в нацистському плані Генерального плану Ост.

## Опір
Опір у Латвії був дуже заплутаним, він включав людей, які протистояли радянській окупації, які були раді співпраці з німецькими силами, радянські прихильники, які протистояли німецькій окупації, і націоналісти, які чинили опір усім, хто окупував або намагався окупувати Латвію. Потім були люди, які змінили свою підтримку, коли радянські війська почали арештовувати та депортувати людей, багато більше, коли нацистські солдати почали вбивати латвійців, та інші, коли радянські війська повернулися. І нарешті, були люди, які відчували переслідування, переважно євреї, які чинили опір кожному, хто намагався їх вбити, включаючи латвійців та німців.
Багато людей, що вчинили опір, в кінцевому підсумку приєдналися до німецької та деяких радянських армій як засіб боротьби. Дуже мало хто зміг жити як незалежна група в лісах.
Коли німці вперше прибули до Латвії, вони виявили антирадянські партизанські загони, що діяли в багатьох районах, різної якості, деякі набрякли дезертирами з радянських частин. Найбільшим та найефективнішим керував Карліс Аператс: 141, який перейшов на посаду нормандфюрера (повний полковник) СС Ваффен.
Деякі латвійці чинили опір німецькій окупації, здійснюючи сольні дії відваги, як Жаніс Ліпке, який ризикував своїм життям, щоб врятувати понад 50 євреїв.
Латвійський рух опору був розділений між незалежними підрозділами при Центральній раді Латвії та прорадянськими силами під керівництвом Центрального штабу Партизанського руху в Москві. Їх латвійським командиром був Артур Спроніс. Латвійська Центральна Рада опублікувала заборонене видання Brīvā Latvija (Вільна Латвія). Періодичне видання пропагувало ідею відновлення демократії в Латвії після війни.
Публічні прояви опору, такі як 15 травня 1942 року в Ризі, призвели до того, що молодих націоналістів заарештували, а іншим було заваджено, коли їх плани були виявлені.
Активність партизан зросла після операції «Вінтерзаубер» («Зимова магія»), здійсненої німцями, які зруйнували 99 сіл на сході Латвії, 6 тис. Жителів села були депортовані на примусові роботи і 3600 розстріляні на початку 1943 р. Однак значна частина партизанської діяльності була зосереджена на примусі цивільного населення забезпечувати їжу та притулок для партизан, а не воювати з німцями. 152
Партизани, які підтримували радянські війни, багато з яких насправді були радянськими солдатами, що діяли за лініями, направляли до Москви дикі претензії на успіх, наприклад, стверджували, що було знищено 364 поїзди, які не схожі на німецькі повідомлення. Ці «звіти» використовувались як пропаганда Радами. 153
Опір продовжувався на підвищеному рівні після повернення Червоної армії в липні 1944 року, залучивши, можливо, 40 000 латвійців і близько 10 000 активних у будь-який момент часу.

## Латвійці в радянській армії
Радянський Союз призвав до своїх військових частин незалежні військові частини Латвії, а також тих латвійців, які опинилися в Росії внаслідок попередніх воєн або спочатку жили там. Багато латвійських солдатів дезертирувало, коли Німеччина напала на Латвію. Деякі, особливо євреї, продовжували щасливо служити радянським силам.
130-й Латвійський стрілецький корпус ордена Суворова. Це національне формування Червоної Армії було сформовано втретє 5 червня 1944 року незадовго до нападу Червоної Армії на Латвію. Їх чисельність становила близько 15 000 чоловік, які складалися з трьох дивізій — 43-ї гвардійської, 308-ї латвійської стрілецької дивізії та радянської дивізії. Підрозділи корпусу вели боротьбу проти підрозділів 19-ї дивізії Латвійського легіону. У підрозділі було мало латвійських солдатів, але це було важливо для пропагандистських цілей.

## Латвійці в німецькій армії
Нацистська Німеччина, прибувши до Латвії, прагнула найняти латвійські підрозділи, щоб діяти згідно з нацистським Генеральним планом Ост, який вимагав скорочення населення Латвії на 50 %, 56. Arajs Kommando. Він став сумно відомим своїми діями проти єврейського населення, такими як спалення ризьких синагог з людьми, які все ще перебувають всередині, та активність у різанині в Румбулі, коли 500 чоловік, які стратили 26 000 євреїв, циган та інших, визнані небажаними.:141
Батальйони допоміжної поліції Латвії були підняті з добровольців; перший, посланий на фронт, брав участь у важких боях у червні 1942 року і добре виправдав себе. Однак Латвія хотіла підняти латвійський легіон під командуванням латвійських офіцерів, пропонуючи зібрати 100-тисячну армію. У січні 1943 р., Не вистачаючи військ, Гітлер погодився. 143–4. Це позбавило потреби призову латвійських чоловіків, що було б незаконним актом. 1444 Так народилася 15-та ваффен-гренадерська дивізія СС (1-а).
Два поліцейські батальйони, що воювали під Ленінградом з голландськими та фламандськими солдатами, були підтягнуті у травні 1943 року та підкріплені з Латвії та зміною форми, перетворені у 2-ю латвійську добровольчу бригаду СС та увійшли до складу 2-ї піхотної бригади СС. Старший латвійський командир підполковник Волдемарс Вейс був нагороджений Лицарським хрестом Залізного Хреста в січні 1944 року. Бригада була розширена до 19-ї Ваффен-гренадерської дивізії СС (2-а Латвійська) у січні 1944 року.:145–6

## Розгром та відступ нацистських сил
12 січня 1944 року останнім штурмом Червоної армії вдалося зняти 900-денну облогу Ленінграда, під час якої загинуло понад 1 000 000 людей, а 20 січня німецькі війська почали відступати.
Повторне завоювання Балтійського регіону було здійснено як пряме продовження штурму, який розпочався в Ленінграді, ввійшовши в Естонію на початку лютого: разом із більшою частиною України та Білорусі. Нацистська Німеччина почала регулярно зазнавати поразки на східному фронті і була відкинута на захід.
2-а латвійська бригада СС, яка тепер була модернізована до 19-ї дивізії Ваффен-Гренадір СС (2-а Латвія), була серед тих, хто воював до того, як весняна відлига сповільнила атаки.: 22 червня було обрано третю річницю німецького вторгнення як дата початку операції Багратіон. Масовий радянський напад був катастрофічним для німецьких армій, які відступили перед натиском. Це було в середині липня 1944 року, перш ніж Радянська армія знову перетнула довоєнний східний кордон Латвії, радянські армії продовжували рухатись на захід, залишаючи достатньо військ, щоб заблокувати залишилися німецькі війська, поки вони не напали 11 вересня як диверсію для нападу на Естонію. : 9 жовтня Рига знаходилася на артилерійському полігоні Червоної Армії. Німецькі війська, включаючи 19-ю дивізію Ваффен-Гренадір СС (2-я латвійська) під кодовою назвою Доннер (Грім), вийшли з Риги, руйнуючи мости під час руху. Битви були досить кривавими, але до 13 жовтня 1944 року Ради знову захопили Ригу .: До середини жовтня німецька армія, до якої частково входив «Латвійський легіон», була обложена в Курземе, в «Курляндській кишені».
Близько 200 000 німецьких військ протрималися в Курляндії. Вони потрапили в пастку між Балтійським морем та радянськими лініями, тоді як Радянська Армія зосереджувалась на атаках у Східній Пруссії, Сілезії, Померанії та, врешті-решт, Берліні. Генерал-полковник Хайнц Гудеріан, начальник німецького Генерального штабу, наполягав на тому, щоб війська в Курляндії були евакуйовані морем і використані для оборони Рейху. Однак Гітлер відмовився і наказав німецьким військам у Курляндії витримати. Він вважав їх необхідними для захисту німецьких баз підводних човнів уздовж узбережжя Балтії. 15 січня 1945 року під командуванням генерал-полковника доктора Лотара Рендуліча була сформована група армій «Курляндія» (нім. Heeresgruppe Kurland). До кінця війни група армій «Курляндія» (включаючи такі підрозділи, як латвійський легіон Фрайвілігер СС) успішно захищала територію, в якій вони опинилися в облозі. Він протримався до 8 травня 1945 року, коли генерал-полковник Карл Хілперт, останній командувач армійською командою, здався маршалу Леоніду Говорову. На цей час група складалася з приблизно 31 відділу різної чисельності. Приблизно 200 000 військовослужбовців групи армій «Курляндія» капітулювали, у тому числі 14 000 латвійських солдатів .: Вони були депортовані до радянських таборів на сході після капітуляції 9 травня.
Багато латвійців втікали через це поле бою на рибальських човнах та кораблях до Швеції та Німеччини, звідки емігрували до різних куточків світу, переважно до Австралії та Північної Америки. Приблизно 150 000 латвійців опинились у вигнанні на Заході.

## Наслідки Другої світової війни
Під час Другої світової війни понад 200 000 латвійських солдат потрапили до рядового складу обох окупаційних військ; приблизно половина з них (100 000) була вбита на полі бою.
За підрахунками, внаслідок війни чисельність населення Латвії зменшилась між 300 000 і 500 000 (зменшення на 25 % порівняно з 1939 р.). Війна також сильно завдала шкоди економіці: було зруйновано багато історичних міст, а також промисловість та інфраструктура.
Станом на 1940 р. більшість західних урядів не визнавали включення Латвії та інших країн Балтії до складу Радянського Союзу. Єдиним винятком була Швеція, яка повернула членів «Латвійського легіону», які опинилися в Швеції в кінці війни, до СРСР і передала СРСР дипломатичні представництва країн Балтії в Стокгольмі. Після війни Сполучені Штати здійснювали найпостійніший тиск на Радянський Союз щодо бажання країн Балтії здобути незалежність. Протягом усього періоду окупації посольство незалежної Латвії продовжувало функціонувати у Вашингтоні, окрузі Колумбія та Лондоні.

## Латиські формування в нацистській армії
- Латиський добровольчий легіон СС
- Піхотна дивізія «Курляндія»
- 15-та гренадерська дивізія СС (1-ша латвійська)
- 19-та гренадерська дивізія СС (2-га латвійська)